# 胡日宣
胡日宣，字照樓，贵州修文人，清朝政治人物，同進士出身。

## 生平
同治二年（1863年）清穆宗登極癸亥恩科進士，三甲二十七名，历官工部主事、浙江東陽縣知縣，改貴州黎平府教授。